# Tmaň (zámek)
Tmaň je zámek ve stejnojmenné vesnici jižně od Králova Dvora v okrese Beroun ve Středočeském kraji. Vznikl přestavbou starší tvrze v osmnáctém století. Spolu s přilehlým parkem a ohradní zdí je chráněn jako kulturní památka.
Majitelem zámku je soukromá společnost, která plánuje jeho přestavbu na domov seniorů.

## Historie
Vesnice Tmaň bývala ve čtrnáctém století rozdělena mezi církevní a světské majitele. Jedna část tvořila drobný šlechtický statek, jehož nejstaršími známými držiteli byli vladykové Albert z Tmaně (v roce 1380) a v letech 1391–1395 Markvart z Tmaně. Po Markvartovi se v Tmani rychle vystřídala řada majitelů, ke kterým patřil Jan Koberec ze Tmaně, lovčí na dvoře krále Václava IV. Členem rodu byl také Buzek ze Tmaně připomínaný roku 1422 jako katolík vázaný službou ke hradu Karlštejn.
Vladykové ze Tmaně a jejich nástupci zřejmě sídlili na tvrzi, která se v písemných pramenech poprvé objevuje v roce 1540, kdy Oldřich Karel ze Svárova postoupil Tmaň se dvorem, tvrzí a vsí Málkov svým strýcům Václavovi a Karlovi. Ti panství prodali Lidmile z Řehnic, po níž je zdědil syn z prvního manželství Jan Myška ze Žlunic. Už v roce 1543 statek prodal Václavovi z Nehvizdek, který přikoupil řadu vesnic. Zemřel v roce 1554 a majetek zdědil Havel Trmal z Toušic, který musel vyplatit nároky mnoha další osob. Havel měl mimo jiné syny Bohuslava a Václava. Starší Bohuslav dostal už v roce 1578 finanční a věcnou náhradu za svůj dědický podíl a o zbytek dědictví se po Havlově smrti rozdělila vdova Johanka z Mitrovic s Václavem. Tmaň připadla Václavovi, který ji nejdřív spravoval za mladší bratry, ale roku 1590 vykoupil jejich podíly, a stal se tak jediným majitelem. Václav se tím velmi zadlužil, a jeho děti musely Tmaň v roce 1592 prodat Anně Trmalové z Losu.
Anna Trmalová Tmaň přenechala svému synovi Zdeňku Trmalovi z Toušic, který se aktivně zúčastnil stavovského povstání. Během něj se podílel na vojenském tažení proti císařskému vojsku a roku 1619 zemřel u Sedlčan. Majetek sice odkázal svému synovi, ale v roce 1622 mu byl veškerý majetek zkonfiskován včetně vesnice Lounín. O rok později statek koupil rada nad apelacemi Jan Mencl z Kolsdorfu. Jeho syn Ferdinand Mencilus zemřel v roce 1649 a panství odkázal brněnskému klášteru u kostela svatého Tomáše a kapucínskému klášteru. Kláštery však, během třicetileté války zpustlý, statek ještě téhož roku prodali Ferdinandovi Greifenfelsovi z Pilsenburku.
Nový majitel Tmaň spravoval až od smrti v roce 1656, kdy jej převzala vdova Anna Kateřina, rozená Broumárka. Jejich syn Vilém Jaroslav Greifenfels z Pilsenburku nechal starou tvrz přestavět na renesanční zámek. Jedinou podstatnou další úpravou bylo zastřešení zámku barokní střechou, k čemuž došlo nejspíše na popud hraběte Bedřicha Desfourse, který Tmaň vlastnil v letech 1755–1802. Posledním vlastníkem statku se stala rodina Noltschů, které zámek patřil až do roku 1945. Od roku 1970 zámek využíval Památník národního písemnictví.

## Domov pro seniory Senlife
V roce 2022 začala rozsáhlá rekonstrukce zámeckého areálu společností Senlife se záměrem otevřít zde domov pro seniory. Ten je od června 2024 v provozu a jeho součástí je i domov se zvláštním režimem.

## Stavební podoba
Jednopatrový zámek tvoří čtyři křídla postavené okolo pravoúhlého dvora. Ve středu vstupního jižního křídla stojí o patro vyšší věž. Součástí severního křídla je zdivo původní gotické tvrze. V přízemí se dochovaly pozdně gotický pravoúhlý portál a hřebínkové klenby (podle Emanuela Pocheho jde o valené klenby s lunetami).
Hlavní zámecká budova stojí v rozlehlém areálu hospodářského dvora, ke kterému přiléhá park a na severu zahrádky. Park byl částečně poškozen vybudováním hřiště a několik užitkových budov. Soukromé zahrádky obehnané vysokou zdí s prejzovou krytinou se pravděpodobně nacházejí v místech, kde bývala zámecká zahrada.